# براق يافوز
براق يافوز (6 نوفمبر 1975 في تركيا - ) (بالتركية: Burak Yavuz)‏ هو لاعب كرة طائرة تركيا.

## وصلات خارجية
- براق يافوز على موقع عالم الكرة الطائرة (الإنجليزية)